# Natação nos Jogos Olímpicos de Verão de 1904 - 880 jardas livre masculino
A prova de 880 jardas livre da natação foi realizada como parte dos programa da Natação nos Jogos Olímpicos de Verão de 1904. Foi a única edição do evento nos Jogos Olímpicos; o evento de 800 metros masculino foi introduzido 116 anos depois, nos Jogos Olímpicos de Verão de 2020.
Seis nadadores de cinco nações competiram.

## Medalhistas
| Ouro   | GER Emil Rausch    |
| Prata  | AUS Francis Gailey |
| Bronze | HUN Géza Kiss      |

## Resultados
| Pos.              | Nadador        | CON                | Tempo        | Notas |
| ----------------- | -------------- | ------------------ | ------------ | ----- |
| Medalha de ouro   | Emil Rausch    | GER Alemanha       | 13:11.4      |       |
| Medalha de prata  | Francis Gailey | AUS Austrália      | 13:23.4      |       |
| Medalha de bronze | Géza Kiss      | HUN Hungria        | Desconhecido |       |
| 4                 | Edgar Adams    | USA Estados Unidos | Desconhecido |       |
| 5                 | Jam Handy      | USA Estados Unidos | Desconhecido |       |
| —                 | Otto Wahle     | AUT Áustria        | DNF          |       |